# Asplenium consimile
Asplenium consimile là một loài dương xỉ trong họ Aspleniaceae. Loài này được Ching mô tả khoa học đầu tiên năm 1989.